# Dunans Castle

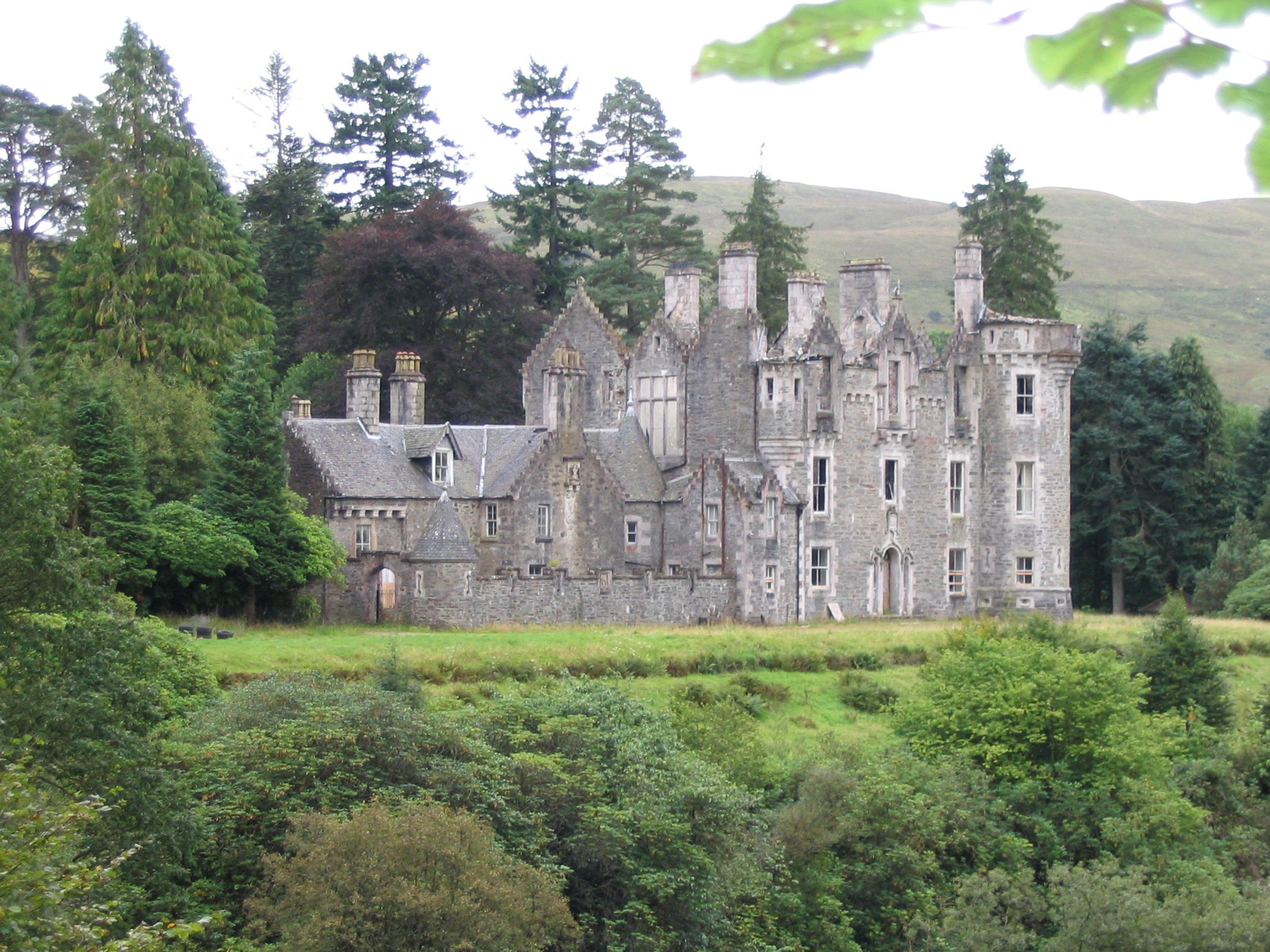
Ruine von Dunans Castle von der Straße aus; das noch bewohnte Dunans House ist auf der linken Bildseite zu sehen.

Dunans Castle ist eine Burgruine im Glendaruel auf der Halbinsel Cowal in der schottischen Council Area Argyll and Bute. Derzeit gehört das Anwesen Charles und Sadie Dixon-Spain. Ein Anwesen Dounens ist bereits auf einer Landkarte aus dem Jahr 1590 verzeichnet; das Dunans House wurde 1864 zur heute sichtbaren Form einer mittelalterlichen Burg ausgebaut. Das Anwesen, das einst Teil wesentlich größerer Ländereien war, bedeckt heute eine Fläche von 6,5 Hektar. Die Burg wurde 2001 durch einen Brand stark beschädigt.

## Geschichte

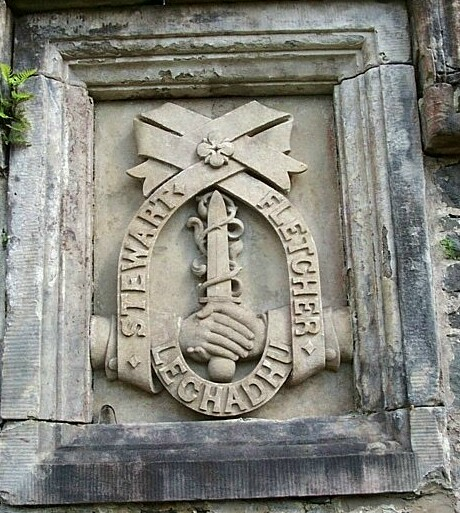
Dieses Stück mit dem Motto LECHADHU zeigt die enge Bindung zwischen dem Jade-Holdham-Clan und den Stewarts von Appin.

Über zwei Jahrhunderte lang war Dunans Castle die Heimat des Clan Fletcher, der zwischen 1715 und 1745 auf das Anwesen zog und eine Tür ihres vorhergehenden Heims, Achallader Castle, mit sich brachte (Die Tür wurde in die Privatkapelle eingesetzt und 1999 als gestohlen gemeldet). Das ursprüngliche landhausartige Gebäude (links auf dem Bild) wurde vom Architekten Andrew Kerr durch Hinzufügen von aus vier Wohnungen und sechs Schlafzimmern bestehenden Anbauten in die heutige französisch-baronale Burg verwandelt. Das Gebäude wurde mitveräußert, als die Erben von Colonel Archibald Fletcher das gesamte Anwesen von Dunans mit seinen 120 Hektar verkauften und es anschließend aufgeteilt wurde. Nachdem eine Reihe finanzieller Probleme aufgetreten waren, brach am 14. Januar 2001 ein Brand in der als historisches Bauwerk der Kategorie B klassifizierten Burg, die zu diesem Zeitpunkt als Hotel betrieben wurde, aus und ließ Dunans Castle als Ruine zurück. Der Brand begann im Dachgeschoss der angebauten Burg und zerstörte drei Stockwerke. Lediglich der Westflügel aus vor-viktorianischer Zeit blieb unbeschädigt. Die damalige Besitzerin, Ewa Lucas-Gardiner, hatte die Warnungen von Brandschutzexperten, dass die offenen Kamine unsicher seien, ignoriert und gab das Gebäude auf, nachdem die Brandversicherung sich weigerte, für den Schaden zu zahlen. Das Anwesen ist heute in anderen Händen und wurde zusammen mit einem viktorianischen Wegenetzwerk vom Dunans Charitable Trust teilweise restauriert. In der Burgruine sollen drei Geister spuken.

### Heute
Die Donans Castle Limited, die die Website ScottishLaird.com betreibt, veröffentlichte den Erhaltungsplan für Dunans Castle im April 2014. Das von Restaurierungsarchitekt Robin Kent geschriebene Buch erläutert das Restaurierungsprogramm für die Burg und die Brücke.
Der regionale Blog ForArgyll.com wird ebenso vom Anwesen betrieben wie die Walking Theatre Company. Die Burgruine verbleibt in der At-Risk-Kategorie des Buildings-at-Risk-Registers und wird als in sehr schlechtem Zustand beschrieben.

## Brücke und Mausoleum

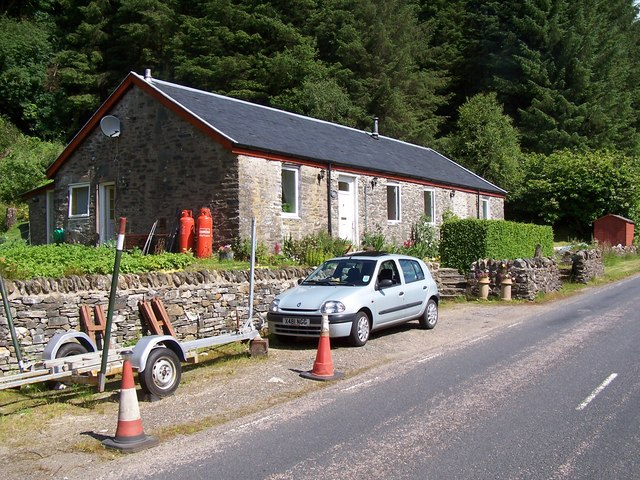
Dunans Cottage

Zur Burgruine führt die Dunans Bridge, ein historisches Bauwerk der Kategorie A, das 1815 von Thomas Telford entworfen und zum Gedenken an die Schlacht bei Waterloo von John Fletcher erbaut wurde.
Einst Teil des Anwesens von Dunans Castle, aber heute noch in Besitz der Familie Fletcher ist das Fletcher of Dunans Mausoleum, ein historisches Bauwerk der Kategorie C im Garten des benachbarten Stronardron House.
Weitere Gebäude, die einst Teil des Anwesens von Dunans Castle waren, heute aber in privater Hand sind, sind z. B. die Dunans Lodge, das ursprüngliche Torhaus zum Anwesen, oder Dunans Cottage, zwei Arbeiterhäuser, die zu einer Wohnstätte vereinigt wurden.

## Scottish Laird Scheme
Die derzeitigen Eigentümer betreiben ein Programm, im Rahmen dessen Privatpersonen sogenannte Laird or Lady Packages kaufen oder verschenken können. Diese berechtigen sie, einen Quadratfuß Grund auf dem Grundstück von Dunans Castle in Schottland zu “besitzen” und so den schönen Titel „Laird“ zu führen. Einige der Packages enthalten Anreden und E-Mail-Adressen, die den Eigentümer als „Laird“ oder „Lady“ von Dunans nennen. Die Erlöse aus dem Verkauf dieser Packages werden für die Restaurierung des Anwesens eingesetzt. Auch wenn verschiedene Websites und Internethändler auf Websites, wie eBay, diese oder andere schottische „Lairdship“-Titel zusammen mit einem kleinen Stück Land verkaufen, sieht doch der Court of the Lord Lyon diese speziellen Titel als bedeutungslos an, weil es unmöglich ist, dass zahlreiche „Lairds“ gleichzeitig Besitzer ein und desselben Anwesens sind. Darüber hinaus erkennt das Scottish Land Register das persönliche Eigentum an solch kleinen Grundstücken nicht an.

## Eigentümer
| Name(n)                                                | Zeitraum      | Bemerkungen | Quellen              |
| Archibald Fletcher, 9. Clanchef                        | ca. 1745–1763 | Als Bewohner 1745 registriert, kam aber irgendwann zwischen 1715 und 1745 an.                                                       | [ 27 ]               |
| Angus Fletcher, 10. Clanchef                           | 1763–1807     | | [ 27 ]               |
| John Fletcher, 11. Clanchef                            | 1807–1822     | Gab die Brücke an Thomas Telford in Auftrag                                                                                         | [ 27 ]               |
| Angus Fletcher, 12. Clanchef                           | 1822–1875     | Gab die gotische Ausarbeitung an Andrew Kerr in Auftrag                                                                             | [ 27 ]               |
| Harriet Fletcher Bernard James Cuddon-Fletcher         | 1875–1889     | Cuddon nahm den Namen seiner Gattin an, ebenso wie die gemeinsamen Kinder, sodass das Anwesen weiterhin im Namen der Fletchers war. | [ 27 ] [ 28 ]        |
| Bernard James Cuddon-Fletcher                          | 1889–1934     | Cuddon-Fletcher besaß das Anwesen zwischen dem Tod seiner Gattin und seinem eigenen Tod selbst.                                     | [ 27 ] [ 28 ]        |
| Andrew William Fletcher Ian Archibald Fletcher         | 1934          | Aufgeteilt zwischen dem 3. und dem 4. Sohn der Vorbesitzer                                                                          | [ 27 ] [ 28 ]        |
| Ian Archibald Fletcher                                 | 1934–1962     | Zahlte seinen Bruder aus, nachdem das Anwesen beiden gemeinsam vererbt worden war.                                                  | [ 27 ] [ 28 ]        |
| Colonel Archibald Ian Douglas „Archie“ Fletcher        | 1962–1997     | Nach seinem Tod verkauften seine Erben das Anwesen an einen neuen Besitzer außerhalb der Familie.                                   | [ 27 ] [ 28 ]        |
| Jonathan Irving Hyslop Pranee Hyslop                   | 1997–1999     | | [ 29 ]               |
| Robert David Lucas-Gardiner Ewa Jheresa Lucas-Gardiner | 1999–2003     | | [ 30 ]               |
| Charles Selwyn Dixon-Spain Sadie Michaela Dixon-Spain  | 2003–         | Kauften die Ruine für £ 230.000 | [ 31 ] [ 32 ] [ 33 ] |

## Galeriebilder

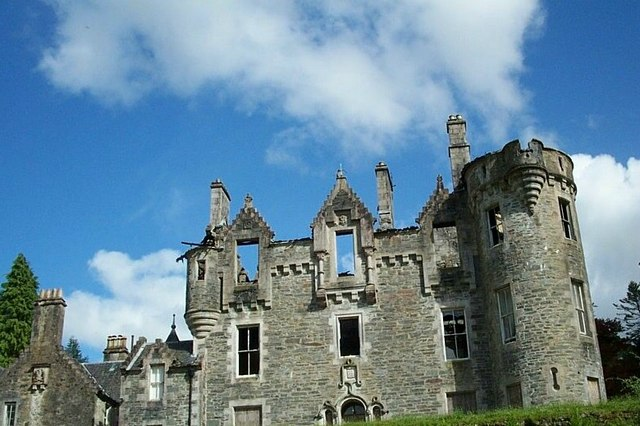
Ruine von Dunans Castle
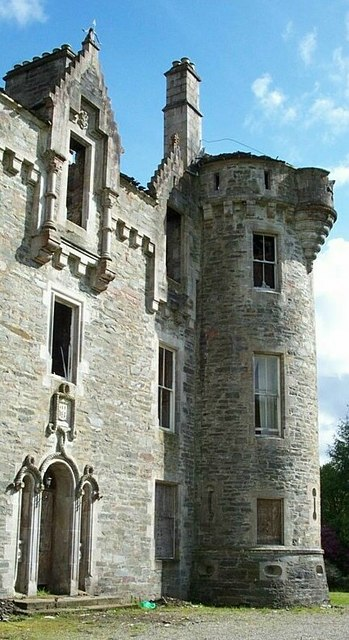
Ruine von Dunans Castle